# 221P/LINEAR
221P/LINEAR è una cometa periodica appartenente alla famiglia delle comete gioviane. Al momento della sua scoperta, il 9 maggio 2002, fu ritenuta un asteroide, solo dopo circa una settimana ci si accorse che era una cometa, la sua riscoperta il 1 giugno 2009 ha permesso di numerarla definitivamente.